# Tom Moulton
Thomas 'Tom' Jerome Moulton (Schenectady, 29 november 1940) is een Amerikaanse producent en remixer. Hij telt onder andere als de uitvinder van de disco-remix en het maxi-vinylformat (12').

## Carrière
Zijn eerste contact met het werken met muziek had Moulton in 1950, toen hij de highschool verliet om een in platenzaak te gaan werken. Van 1959 tot 1961 had hij een 'Sales and Promotion Job' bij King Records en later bij RCA Records en United Artists Records. Vanaf 1961 begon hij als model te werken voor de agentschappen 'Bookings' en 'Ford'.

## Ontwikkeling van de remix
Zijn werk als model leidde hem in 1972 naar het Fire Island Hotel in New York. In een aangrenzende club constateerde hij dat daar veel blanken dansten op 'zwarte' muziek. Ook hijzelf was een enthousiast aanhanger van deze muziek. Bovendien werd hij al een langere tijd gewaar, dat de mensen tegen het eind van een plaat opgepept waren en daarna opeens niet meer, door een of andere reden. De reden was volgens hem, dat de gespeelde nummers te kort waren om een langere reactie te bewerkstelligen. Ook dit bevestigde zich op deze avond een verdere keer, toen hij zag dat de mensen na een drie minuten durend nummer de dansvloer verlieten, omdat ze niet zeker waren of ze al op het nieuwe of nog op het oude nummer zouden dansen. Derhalve produceerde hij met scheermes en sellotape binnen enkele dagen een door hem gesneden en bewerkt geluidsband van 45 minuten. Het Fire Island Hotel wilde zijn band niet afspelen, maar er bood zich snel een andere gelegenheid in de vorm van de concurrerende club Sandpiper.
Ook anderen waren later maatgevend daarbij betrokken om de remix verder te ontwikkelen. Walter Gibbons bracht in 1976 zijn eerste muzikale bewerking Ten Percent van Double Exposure uit en stuwde daarmee de ontwikkeling van de remix maatgevend voort. Andere mijlpalen in de geschiedenis van de remix zijn zijn bewerkingen van Block Party van Anthony White en Nice 'n' Naasty van het Salsoul Orchestra.

## Successen
Gezien het grote succes gaf de uitbater van de club hem de opdracht om een 90 minuten durende tape voor twee verdere events voor te bereiden. Moulton kreeg snel bekendheid in het circuit. Hij werkte aan verdere songs en verzocht verschillende labels om hun instrumentale muziek te mogen gebruiken om ze te kunnen invoegen in zijn songs. Toen hij de song Dream World van Don Downing bewerkte, werd Scepter Records op hem opmerkzaam en bood hem aan om dit werk in een van hun studio's te verrichten. Gezien de gebrekkige steun aldaar werkte hij in zijn woning aan het album Never Can Say Goodbey van Gloria Gaynor. Hij bewerkte de songs en voegde ze samen tot een 18 minuten durende mix, waarbij hij verschillende effecten en een nieuw middenstuk invoegde. Deze methode, die hij zelf remix noemde, had hij voor de eerste keer gebruikt in 1972 voor het album Legendary Zing! van The Trammps uit Philadelphia. Na het succes met Gloria Gaynors album volgden vele verdere discohits, die werden bewerkt door Moulton, zoals Do It ('Til You're Satisfied) van B.T. Express.

## Maxisingles en andere types
Moultons werk bracht naast de remix nog een verdere vernieuwing, de 12"-single. Deze ontstond door een toeval, toen Moulton een van zijn remixen, een Al Downing-song, ter mastering bracht naar Media Sound. Na de mastering was echter geen 7"-geluidsdrager meer beschikbaar en een medewerker van Media Sound moest terugvallen op een 10"-geluidsdrager. Moulton vond het vreemd, dat de aanwezige groeven slechts een fractie van de plaat benutten en dus verzocht hij om de groeven te verbreden. Dit werd bereikt door de dynamiek van de signalen te verhogen. Gelijktijdig leverde dit ten opzichte van de lp een verbeterde bas- en toonweergave op. Omdat Moulton onder de indruk was van deze geluidskwaliteit, gebruikten ze bij zijn volgende remix van So Much For Love by Moment of Truth een 12"-geluidsdrager. Zo ontstond de eerste maxisingle. Bovendien leverde de maxisingele mogelijkheden, die vooral voor de disco-remix van belang waren. Daardoor kregen de deejays meer mogelijkheden om delen van een song trager resp. sneller af te spelen of om de structuur van een song te veranderen.

## Onderscheidingen
In 2004 werd Tom Moulton opgenomen in de Dance Music Hall of Fame.

## Bekende producties
- Love Is The Message van MFSB
- Do It (’Til You're Satisfied) van B.T. Express
- Do It Any Way You Wanna van People's Choice
- More, More, More van Andrea True Connection
- Casanova Brown van Gloria Gaynor
- So Much For Love van Moment of Truth